# Matte söker husse
Matte söker husse (originaltitel: Must Love Dogs) är en amerikansk romantisk komedifilm från 2005 i regi av Gary David Goldberg, som även skrivit filmens manus. Manuset baseras på en roman av Claire Cook.

## Handling
Förskolläraren Sarah Nolan (Diane Lane) är en nyligen frånskild kvinna i 30-årsåldern. Hennes syster, Carol (Elizabeth Perkins), sätter in en kontaktannons i hennes namn på webbplatsen PerfectMatch.com. Sarah går ut på en rad skandalösa och roliga dejter. Men kommer hon att träffa någon som uppfyller det viktigaste villkoret, någon som älskar hundar?
I samma stad försöker Jake (John Cusack) glömma sina kärleksbekymmer genom att titta på den klassiska romantiska filmen Doktor Zjivago och uppmanas av en kompis att studera kontaktannonserna.

## Rollista
- Diane Lane – Sarah Nolan
- John Cusack – Jake Anderson
- Elizabeth Perkins – Carol Nolan, Sarahs syster
- Brad William Henke – Leo
- Stockard Channing – Dolly
- Christopher Plummer – Bill Nolan
- Colin Egglesfield – David
- Ali Hillis – Christine Nolan
- Dermot Mulroney – Bob Connor
- Victor Webster – Eric
- Julie Gonzalo – June
- Jordana Spiro – Sherry
- Glenn Howerton – Michael
- Krikor Satamian – Armenisk restaurangägare
- Michael Spound – Marc